# Frank Weymann
Frank Weymann (* 23. September 1948 in Leipzig; † um 21. Januar 1997) war ein deutscher Schriftsteller.

## Leben und Wirken
Frank Weymann besuchte von 1963 bis 1967 in Leipzig die Erweiterte Oberschule mit einer Berufsausbildung zum Maschinenbauer. Anschließend studierte er an der Universität Rostock Medizin und arbeitete in Rostock als Arzt. 1979 wurde er mit der Arbeit Untersuchungen zur Asbestosesituation unter Werftangehörigen zum Dr. med. promoviert.
Während des Studiums begann Weymann zu schreiben. Seine ersten Erzählungen wurden in DDR-Zeitschriften und Anthologien veröffentlicht. In seinem 1978 erstmals erschienenen Buch Der Erbe reflektiert er in sieben Erzählungen Jugenderlebnisse als Oberschüler und junger Arzt. Das Buch erschien in sieben Auflagen.
Weymann schrieb Erzählungen, Romane, Reiseberichte und mehrere Kinderbücher, die von Peter Uhde, Barbara Schumann, Feliks Büttner und vor allem dem Cartoonisten Peter Bauer illustriert wurden.
Zwischen 1978 und 1989 war Weymann als Inoffizieller Mitarbeiter der DDR-Staatssicherheit unter dem Decknamen Frank Schulze erfasst und tätig.
1997 kam Frank Weymann bei einem Autounfall ums Leben. Er war verheiratet mit Hannelore Weymann.

## WeymannBauer Verlag
1991 gründete Weymann zusammen mit Peter Bauer den WeymannBauer Verlag OHG, der 1992 in eine GmbH umgewandelt wurde. Der Verlag hatte seinen Sitz bis 1995 in Leipzig. Im März 1995 verlegte er seinen Sitz nach Rostock und Frank Weymann wurde alleiniger Gesellschafter.
In dem Verlag wurden bekannte Autoren wie Jürgen Hart, Hans-Otto Dill, Harri Engelmann, Ulf Annel und Horst Köbbert verlegt.
Nach dem Tod von Frank Weymann führte seine Frau den Verlag weiter.

## Werke
Erzählungen in Anthologien
- Helmut Fickelscherer (Hrsg.): Wie Karel mit dem blauen Motorrad zu Rosa Laub flog. Neues Leben, Berlin 1974.
- Gisela Steineckert (Hrsg.): Neun-Tage-Buch. Die X. Weltfestspiele in Berlin. Erlebnisse, Berichte, Dokumente. Neues Leben, Berlin 1974.

Bücher
- Der Erbe. Neues Leben, Berlin 1978.
- Kein Sterbenswort. Neues Leben, Berlin 1981.
- Im Land der gefiederten Schlange. Kinderbuchverlag, Berlin 1983.
- Bastian, der Hühnermörder. Kinderbuchverlag, Berlin 1985.
- Das dunkle Zimmer. Neues Leben, Berlin 1985.
- mit Peter Bauer: Gwendolas Abenteuer. Kinderbuchverlag, Berlin 1986, ISBN 3-358-00187-3.
- Zeit der grünen Verse. Impressionen einer Nikaraguareise. Mitteldeutscher Verlag, Halle, Leipzig 1988, ISBN 3-354-00376-6.
- Ein verhängnisvoller Frühling. Neues Leben, Berlin 1989, ISBN 3-355-00865-6.
- Brunosaurus. Altberliner Verlag, Berlin 1989, ISBN 3-357-00250-7.
- Im glühenden Rachen des Sonnengottes. Bilder aus Tunesien. Kinderbuchverlag, Berlin 1989, ISBN 3-358-00465-1.
- Schuhe aus Amerika. Altberliner Verlag, Berlin 1991, ISBN 3-357-00380-5.
- Das seltsame Leben der Königin Rosalia. Kinderbuchverlag, Berlin 1992, ISBN 3-358-01615-3.
- Das Buch Warnemünde. Ein zwangloser Reiseführer. WeymannBauer, Leipzig 1992, ISBN 3-929395-00-2.
- Wir und die Nashörner. Kinderbuchverlag, Berlin 1993, ISBN 3-358-02078-9.
- Der Doppelgänger. WeymannBauer, Leipzig 1993, ISBN 3-929395-02-9.
- mit Peter Bauer: Tristella und Gideon. WeymannBauer, Leipzig 1993.
Teil 1: Die Feuersbrunst. ISBN 3-929395-05-3.
Teil 2: Ein schreckliches Tier. ISBN 3-929395-06-1.
Teil 3: Der Hügel der Jäger. ISBN 3-929395-07-X.
- mit Peter Bauer: Der Tag, als Regineit krähte. Kinderbuchverlag, Berlin 1994, ISBN 3-358-02096-7.
- Auf nach Florida. 99 Zeichnungen und eine Lebensgeschichte. Zeichnungen von Alexander Hässner, Text von Frank Weymann. WeymannBauer, Leipzig 1994, ISBN 3-929395-16-9.
- mit Peter Bauer: Paul, der Seefahrer. Thienemann, Stuttgart, Wien, Bern 1997, ISBN 3-522-43239-8.